# Nikiforos Vrettakos
Nikiforos Vrettakos (en griego: Νικηφόρος Βρεττάκος; Krokeés, 1 de enero de 1912 – Atenas, 4 de agosto de 1991) fue un escritor y poeta griego.

## Biografía
Nikiforos Vrettakos nació en Krokees (Κροκεές), un pueblo cerca de Esparta, Laconia, pero su familia era originaria de Mani. En 1929, con 17 años, publicó su primera colección de poemas, titulada Bajo sombras y luces. Ese mismo año se trasladó a Atenas para estudiar en la Universidad de Atenas, pero abandonó los estudios un año después para trabajar como administrativo en varias empresas. En 1937 empezó una carrera profesional de 30 años en el Servicio Civil griego, lo que incluyó experiencia de combate en la Guerra greco-italiana durante ese periodo. En 1967 reaccionó al golpe de Estado y la Dictadura de los coroneles de 1967–1974 yendo a un exilio autoimpuesto en Suiza e Italia, donde permaneció hasta su regreso a Grecia en 1974. Escribió un poema sobre Kostas Georgakis, el estudiane que se predió fuego en Génova como protesta contra la junta.
Nikiforos Vretttakos fue considerado uno de loas poetas más importantes de Grecia. Ganó numerosos premios y medallas, incluyendo dos veces el Premio Nacional de Poesía de Grecia. Algunos de sus poemas se convirtieron en canciones populares con los arreglos musicales de compositores griegos, incluyendo a Mikis Theodorakis. Su poesía se ha traducido y publicado en otras lenguas. Fue nombrado miembro de la Academia de Atenas en 1987.

## Obras

### En griego
- Τά ποιήματα (ed. Tria Phylla, Athens, 1991), 3 vols

### Obras suyas o sobre él en inglés
- The Charioteer:  An Annual Review of Modern Greek Culture. Números 33/34 1991-1992. Pella Publishing Company, Inc. — Monográfico con artículos sobre él y traducciones al inglés de sus poemas.
- Nikiforos Vrettakos - Selected Poems, traducido por David Connolly. Atenas: Aiora Press, 2015.
- Bien, P. y otros, A Century of Greek Poetry:  Bilingual Edition. River Vale, NJ: Cosmos Publishing, 2004.
- Friar, Kimon. Modern Greek Poetry. Atenas: Efstathiadis, 1993).
- Raizis, M. Byron. Greek Poetry Translations. Atenas: Efstathiadis, 1983).